# 中華民国とセントルシアの関係
中華民国とセントルシアの関係（ちゅうかみんこくとセントルシアのかんけい、繁体字: 中華民國－聖露西亞關係）、あるいは台湾とセントルシアの関係（たいわんとセントルシアのかんけい、繁体字: 臺灣－聖露西亞關係、英語: Taiwan–Saint Lucia relations）とは、中華民国とセントルシアの間における国際関係を指す。

## 歴史
1984年5月7日、国交樹立。同年6月7日には、中華民国がカストリーズに大使館を設置。
1997年8月29日、セントルシアが中華人民共和国と国交を樹立して断交。
2007年4月30日、セントルシアが中華人民共和国と断交して、国交回復。
2015年6月4日、セントルシアが台北に大使館を設置。

## 二国間協定・覚書・公報
| 日期           | 協議 | 備考     |
| -------------- | --- | -------- |
| 1984年5月7日   | 農業技術協力協定 | [ 註 1 ] |
| 1994年12月7日  | 友好条約 |          |
| 1996年7月17日  | 航空サービス協定 |          |
| 2005年4月30日  | 国交回復共同公報 |          |
| 2010年9月1日   | 国際協力開発財団からボランティアを派遣することに同意                                                                 |          |
| 2014年3月19日  | 情報通信技術協力協定                                                                                                 |          |
| 2017年1月9日   | マネーロンダリング（資金洗浄）やそのための事前犯罪行為、及びテロリズムへの資金援助に関する金融情報の交換協力了解覚書 |          |
| 2019年11月27日 | 教育発展のための情報通信技術(ICT)の活用に関する協力協定（2019-2022）                                                 |          |

## 貿易
2019年現在、セントルシアは中華民国から見て第191位の貿易相手国であり、両国の貿易額は96万9189ドル、うち中華民国の輸入は27万5,465ドルで輸出は69万3,724ドルである。
また、中華民国への主要輸出品目は再生可能段ボール、鉄くず、銅くずなど、中華民国からの主要輸出品目は回路製品、繊維原料、検査機器などである。

### 註釈
1. ↑  延長：1986年4月28日、1988年4月18日、1990年8月28日、1992年1月29日、1994年6月23日、1996年6月4日；失効：2008年6月13日